# Kate i Allie
Kate i Allie (Kate & Allie, 1984-89) - amerykański serial komediowy - historia dwóch przyjaciółek, które po latach niepowodzeń sercowych, postanawiają zamieszkać razem i wspólnie wychowywać swoje dzieci.

## Obsada
- Susan Saint James - Kate McArdle
- Jane Curtin - Allie Lowell

- Frederick Koehler - Chip Lowell
- Allison Smith - Jennie Lowell
- Ari Meyers - Emma McArdle

i inni